# Brezoi
Brezoi er en by beliggende i distriktet Vâlcea i Rumænien,  og har 5.696 (2021) indbyggere. Den administrerer otte landsbyer: Călinești, Corbu, Drăgănești, Golotreni, Păscoaia, Proieni, Valea lui Stan og Văratica. Den ligger i den historiske region Oltenien.

## Beliggenhed
Brezoi ligger midt i Sydkarpaterne i Lotru-dalen (Valea Lotrului), en højre sidedal af floden Olt. Mod nord ligger foden af Lotru-bjergene (Munții Lotrului), mod syd foden af Căpățână-bjergene (Munții Căpățânii). Distriktets hovedstad Râmnicu Vâlcea ligger ca. 30 km mod sydøst.